# Chambre des représentants de l'Alabama
Chambre de l'État d'Alabama, Montgomery
La Chambre des représentants de l'Alabama (en anglais : Alabama House of Representatives) est la chambre basse de la législature de l'État américain de l'Alabama.

## Composition
Elle comprend 105 élus représentant chacun un nombre égal de districts pour un nombre d'au moins 43 380 citoyens chacun. 
Élus tous les quatre ans, les membres de la chambre basse peuvent être réélus sans limitation. C'est l'une des cinq chambres basses des assemblées législatives d'État élues pour quatre ans. Toutes les autres chambres basses, y compris la Chambre des représentants des États-Unis, sont élues pour un mandat de deux ans. Les membres de la Chambre doivent être citoyens de l’Alabama depuis trois ans au moment de l'élection, et habiter dans leurs districts respectifs depuis au moins un an.

## Siège
La législature de l'Alabama siège dans la Chambre de l'État d'Alabama (Alabama State House) situé à Montgomery.

## Présidence
Le speaker préside la Chambre et contrôle l'ordre du jour de celle-ci et des commissions parlementaires. C'est le candidat présenté par le parti majoritaire qui est élu speaker. Le républicain Mac McCutcheon exerce cette fonction depuis le 15 août 2016.

## Représentation
| Date | Parti      | Parti        | Total |
| Date | Démocrates | Républicains | Total |
| ---- | ---------- | ------------ | ----- |
| Date |            |              | Total |
| 2019 | 28         | 77           | 105   |

## Historique
Dans le passé, le Parti démocrate a détenu la majorité à la Chambre des représentants, à l’exception de quelques brèves périodes. Le Parti Whig contrôla la chambre basse en 1819 et de nouveau en 1821-1823 et pour la dernière fois en 1837-1838. Après la guerre civile, les républicains détenaient la majorité pendant la période de reconstruction de 1868 à 1870 et de nouveau de 1872 à 1874. Elle a été suivie par 136 ans de contrôle du Parti démocrate se terminant en 2010. À partir de l’élection générale de 2010, les républicains ont remporté une large majorité et l’ont augmentée lors des élections suivantes en 2014 et 2018.
L’élection de ses premiers membres afro-américains en 1868 eut lieu lorsque 27 républicains noirs furent élus pendant la période de Reconstruction avant les Lois Jim Crow. La Chambre a élu son premier membre féminin en 1922 avec l’élection de Hattie Wilkins dans le comté de Dallas.

## Source
- (en) Cet article est partiellement ou en totalité issu de l’article de Wikipédia en anglais intitulé « Alabama House of Representatives » (voir la liste des auteurs).